# Hans Ritter von Adam
Hans Ritter von Adam, nato Hans Adam (Bayerisch Eisenstein, 24 maggio 1886 – Langemark, 15 novembre 1917), è stato un militare e aviatore tedesco.
È stato un asso dell'aviazione bavarese nella prima guerra mondiale con 21 vittorie accreditate prima di essere ucciso in azione. Per il suo valore Regno di Baviera gli conferì alti riconoscimenti, tra cui la concessione postuma del titolo nobiliare.

## Biografia
Hans Adam nasce il 24 maggio 1886 a Bayerisch Eisenstein nella Bassa Baviera del Regno di Baviera, figlio di un funzionario ferroviario, Andreas Adam, e di sua moglie Hildegard Fischer. Hans Adam entra nell'esercito bavarese come volontario per un anno (Einjährige-Freiwilliger) il 1 º ottobre 1906 al servizio nel 4º Reggimento di Fanteria a Metz. All'inizio della prima guerra mondiale Hans Adam era sposato e aveva due figli.

## Il servizio militare
Adam ritornò in servizio come tenente della Landwehr bavarese (Leutnant der Landwehr) quando iniziò la prima guerra mondiale. Viene assegnato al 15º Reggimento bavarese riserva di fanteria. Ha combattuto nella Battaglia delle Frontiere dove viene ferito in azione il 2 settembre 1914.
Verso la fine del 1915, dopo il recupero dalla ferita, torna al fronte. Sceglie poi di entrare nell'addestramento dei piloti, nonostante la sua età, ottenendo il brevetto da osservatore il 15 maggio 1916 e iniziando subito il servizio presso la 2ª unità Flieger-Abteilung (Artillerie) (Distaccamento volante (Artiglieria)), uno squadrone di palloni frenati biposto di osservazione dell'artiglieria. Ha volato in qualità di osservatore anche insieme a Eduard Ritter von Schleich.
Il 2 marzo 1917 entra a far parte della Jagdstaffel 34 ottenendo le sue prime tre vittorie aeree alla guida di un Albatros D.III. Viene poi trasferito nella Jagdstaffel 6 quando l'Oberleutnant Eduard Ritter von Dostler prese il comando. Il 13 luglio 1917 Adam abbatte il Nieuport 17 appartenente al 29º Squadrone della Royal Flying Corps con a bordo il tenente asso inglese Archibald William Buchanan Miller che gli valse la sua quinta vittoria. Alla fine del mese di agosto gli vennero accreditate 13 vittorie confermate. Dopo l'abbattimento del comandante della squadriglia, Hans Adam fu nominato Staffelführer della Jagdstaffel 6 il 30 agosto 1917. Nel mese di settembre gli vennero accreditate altre 7 vittorie aeree. Il 6 novembre 1917 gli viene accreditata la sua 21ª e ultima vittoria aerea.

## La morte
Hans Adam è stato abbattuto e ucciso il 15 novembre del 1917 nei pressi di Langemark-Poelkapelle mentre era alla guida del suo Albatros D.V durante un combattimento contro aerei del 29º e No. 45 Squadron RAF della Royal Flying Corps. Il suo abbattimento venne assegnato al capitano Kenneth Barbour Montgomery del 45º Squadron.
Prima della sua morte, Adam era stato già insignito della Croce di Ferro di prima classe e dell'Ordine al merito militare di Baviera. Tuttavia altre onorificenze gli vennero assegnate dopo la sua morte. Il 2 febbraio 1918 gli venne assegnata la Croce di Cavaliere dell'Ordine Reale di Hohenzollern e il 20 maggio 1919 la più alta decorazione militare di Baviera, l'Ordine militare di Massimiliano Giuseppe (Militär-Max-Joseph-Orden), retroattiva al 28 luglio 1917. In quella data, come vice comandante della Jagdstaffel 6, mentre von Dostler era inseguito da un bombardiere nemico, Adam aveva attaccato e spezzato il resto di una formazione di bombardieri continuando la ricerca di altri velivoli nemici nonostante i danni al proprio velivolo, fino a quando la sua squadra non aveva annientato la formazione nemica. Per un cittadino comune ricevere l'onorificenza dell'Ordine militare di Massimiliano Giuseppe equivaleva ad essere elevato al rango di nobile. Così ad Hans Adam venne assegnato il titolo non ereditario "Ritter von".
Hans Ritter von Adam fu sepolto nel cimitero di Waldfriedhof a Monaco di Baviera, in Germania.